# 香港電台第五台
香港電台第五台（英語：RTHK Radio 5）是香港電台旗下廣播頻道，於1978年啟播，為目前香港電台三個全粵語頻道之一，是香港電台第三個設立的頻道，並於1981年6月改為現稱。
現時該台頻率為AM 783 kHz、天水圍 FM 92.3 MHz、跑馬地 FM 95.2 MHz、將軍澳 FM 99.4 MHz、屯門及元朗 FM 93.1 MHz。
香港電台數碼35台大部份時段轉播第五台，部分時段轉播立法會會議，但由於香港特區政府決定終止數碼聲音廣播，香港電台數碼35台於2017年9月3日午夜12時停播。
1989年前未調整現頻率時，使用的頻率為FM 96.0 MHz、FM 105.1 MHz及FM 105.5 MHz。
香港電台第五台以粵語廣播，定位為「長者、文化及教育台」，既服務長者又照顧小眾，包括戲曲、文教、長者服務及兒童節目，是聽眾的「空中良伴，生活寶庫」。第五台還開設「耆力量」和「戲曲天地」多媒體網頁，為長者建造方便易用的資訊基地。
受新型肺炎疫情影響，香港電台第五台於2020年7月21日早上8時至8月24日早上8時及2020年12月11日早上8時至2021年2月4日早上8時起全日改與香港電台普通話台聯播，並只保留《香江暖流》、《耆力量》、《戲曲天地》及《有你同行》等少數節目，其他節目暫停，聯播期間部份時段之《每小時新聞報道》亦改以漢語普通話播出。

## 發射頻率
| 發射站   | 行車隧道轉播系統 | 中頻／調幅（AM ）頻率（kHz）   |
| 金山     | 大圍隧道、沙田嶺隧道、尖山隧道、南灣隧道、海底隧道、東區海底隧道、大老山隧道、西區海底隧道、大欖隧道、獅子山隧道、香港仔隧道、啟德隧道、城門隧道、將軍澳隧道、長青隧道、愉景灣隧道 | 783                            |
| 發射站   | 行車隧道轉播系統 | 特高頻／調頻（FM ）頻率（MHz） |
| 天水圍   | 不適用 | 92.3                           |
| 聶高信山 | 不適用 | 95.2                           |
| 將軍澳   | 不適用 | 99.4                           |
| 青山     | 不適用 | 97.3                           |

## 節目表
| 時間  | 星期一                                      | 星期二                                      | 星期三                                      | 星期四                                      | 星期五                                      | 星期六               | 星期日              |
| 05:00 | 清晨爽利 R1                                 | 清晨爽利 R1                                 | 清晨爽利 R1                                 | 清晨爽利 R1                                 | 清晨爽利 R1                                 | 清晨爽利 R1          | 周末午夜場 R1       |
| 06:00 | 清晨爽利 R1                                 | 清晨爽利 R1                                 | 清晨爽利 R1                                 | 清晨爽利 R1                                 | 清晨爽利 R1                                 | 清晨爽利 R1          | Beautiful Sunday R2 |
| 06:30 | 晨早新聞天地 R1                             | 晨早新聞天地 R1                             | 晨早新聞天地 R1                             | 晨早新聞天地 R1                             | 晨早新聞天地 R1                             | 晨早新聞天地 R1      | Beautiful Sunday R2 |
| 07:00 | 晨早新聞天地 R1                             | 晨早新聞天地 R1                             | 晨早新聞天地 R1                             | 晨早新聞天地 R1                             | 晨早新聞天地 R1                             | 晨早新聞天地 R1      | 有緣相會            |
| 08:00 | 自在早晨                                    | 自在早晨                                    | 自在早晨                                    | 自在早晨                                    | 自在早晨                                    | 好歌、安哥           | 有緣相會            |
| 09:00 | 自在早晨                                    | 自在早晨                                    | 自在早晨                                    | 自在早晨                                    | 自在早晨                                    | 好歌、安哥           | 空中結緣            |
| 10:00 | 香江暖流                                    | 香江暖流                                    | 香江暖流                                    | 香江暖流                                    | 香江暖流                                    | 耆力量               | 好孩子星期天        |
| 12:00 | 香江暖流                                    | 香江暖流                                    | 香江暖流                                    | 香江暖流                                    | 香江暖流                                    | 耆力量               | 生活存關愛          |
| 13:00 | 戲曲天地                                    | 戲曲天地                                    | 戲曲天地                                    | 戲曲天地                                    | 戲曲天地                                    | 戲曲天地             | 戲曲天地            |
| 16:00 | 有你同行                                    | 有你同行                                    | 有你同行                                    | 有你同行                                    | 有你同行                                    | 灣區粵韻             | 美麗人生            |
| 17:00 | 有你同行                                    | 有你同行                                    | 有你同行                                    | 有你同行                                    | 有你同行                                    | 聽多啲識多啲         | 美麗人生            |
| 18:00 | 傍晚新聞天地 R1                             | 傍晚新聞天地 R1                             | 傍晚新聞天地 R1                             | 傍晚新聞天地 R1                             | 傍晚新聞天地 R1                             | 傍晚新聞天地 R1      | 傍晚新聞天地 R1     |
| 18:20 | 傍晚新聞天地 R1                             | 傍晚新聞天地 R1                             | 傍晚新聞天地 R1                             | 傍晚新聞天地 R1                             | 傍晚新聞天地 R1                             | 五台小編推介         | 五台小編推介        |
| 18:30 | 傍晚新聞天地 R1                             | 傍晚新聞天地 R1                             | 傍晚新聞天地 R1                             | 傍晚新聞天地 R1                             | 傍晚新聞天地 R1                             | 豐富的人生           | 天降甘霖            |
| 18:35 | 優閒安多 FUN                                | 優閒安多 FUN                                | 優閒安多 FUN                                | 優閒安多 FUN                                | 優閒安多 FUN                                | 豐富的人生           | 天降甘霖            |
| 19:00 | 優閒安多 FUN                                | 優閒安多 FUN                                | 優閒安多 FUN                                | 優閒安多 FUN                                | 優閒安多 FUN                                | 動人的中國旋律       | 基哥 K 歌           |
| 20:00 | 長進課程─ 輝儀所思                          | 善報                                        | 繽紛旅程                                    | 綠色 Fighting                               | 樂齡是敢的                                  | 古文觀止 (重播)      | 基哥 K 歌           |
| 20:30 | 長進課程─ 樂齡大本營                        | 善報                                        | 繽紛旅程                                    | 綠色 Fighting                               | 樂齡是敢的                                  | 中國音樂的故事(重播) | 基哥 K 歌           |
| 21:00 | 教學有心人                                  | 捉心理(重溫)                                | 香港留聲機                                  | 世界文學之旅 (重溫)                         | 綠．遊蹤                                    | 中華五千年           | 星月爭輝            |
| 21:30 | 教學有心人                                  | 捉心理(重溫)                                | 香港留聲機                                  | 世界文學之旅 (重溫)                         | 綠．遊蹤                                    | 文采飛揚 (重播)      | 星月爭輝            |
| 22:00 | 晚間新聞天地 R1                             | 晚間新聞天地 R1                             | 晚間新聞天地 R1                             | 晚間新聞天地 R1                             | 晚間新聞天地 R1                             | 晚間新聞天地 R1      | 晚間新聞天地 R1     |
| 22:20 | 晚間新聞天地 R1                             | 晚間新聞天地 R1                             | 晚間新聞天地 R1                             | 晚間新聞天地 R1                             | 晚間新聞天地 R1                             | 戲曲之夜             | 戲曲之夜            |
| 22:35 | 戲曲之夜 公眾假期：晚上十時二十分至凌晨二時 | 戲曲之夜 公眾假期：晚上十時二十分至凌晨二時 | 戲曲之夜 公眾假期：晚上十時二十分至凌晨二時 | 戲曲之夜 公眾假期：晚上十時二十分至凌晨二時 | 戲曲之夜 公眾假期：晚上十時二十分至凌晨二時 | 戲曲之夜             | 戲曲之夜            |
| 26:00 | 越夜粵精彩                                  | 越夜粵精彩                                  | 越夜粵精彩                                  | 越夜粵精彩                                  | 越夜粵精彩                                  | 周末午夜場 R1 R2     | 越夜粵精彩          |

R1：與第一台同步播放
R2：與第二台同步播放

## 海外轉播
該台2009年起落地新加坡麗的呼聲（Rediffusion Singapore）DAB+收費電台网，但在2012年4月30日新加坡麗的呼聲停播之日取消。

## 頻道象徵

香港電台第五台於2019年4月前使用的標誌
香港電台第五台於2019年4月起使用的標誌

## 外部連結
- 香港電台第五台 （页面存档备份，存于）